# کابینت آشپزخانه

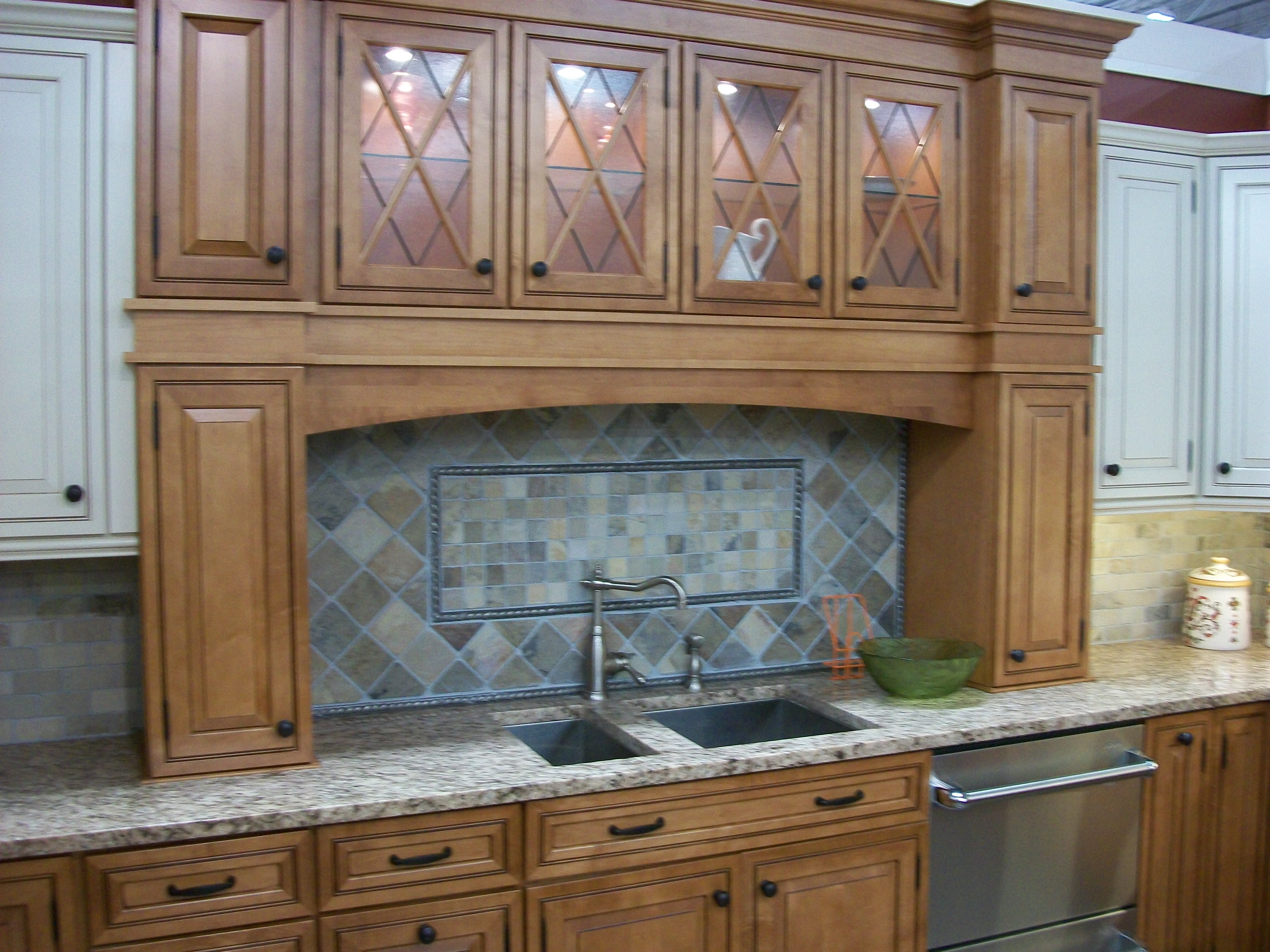
کابینت آشپزخانه در نیوجرسی در سال 2009

کابینت آشپزخانه (به انگلیسی: Kitchen cabinet) قسمتی از مبلمان است که در آن، کمدهای یکپارچه و مخصوص جای‌گذاری شده‌اند تا مواد غذایی، ظروف پخت‌وپز و سایر لوازم پخت‌وپز در آن قرار بگیرند. امروزه انواع زیادی از کابینت‌ها برای دسترسی بهتر و راحت‌تر وجود دارند.

## انواع کابینت آشپزخانه

### کابینت آشپزخانه تمام چوب
همینطور که از اسم این مدل پیداست تمامی اجزای کابینت به جز یراق آلات از چوب (حالا یا چوب بلوط، گردو، راش یا ... و یا از چوب ام دی اف) ساخته شده‌است و انواع مختلف و متنوعی از رنگ که در صنعت کابینت  مثل رنگ پلی اورتان کاربرد دارد رنگ آمیزی می‌شود.

### کابینت آشپزخانه چوبی و پی وی سی
در این نوع از ساخت کابینت در قسمت‌هایی که لازم مقاومت بیشتری نسبت به نفوذ آب و رطوبت داشته باشد از ورق‌های pvc استفاده می‌شود و بقیه قسمت‌ها از چوب است.

### کابینت آشپزخانه چوبی و کورین
این نوع از کابینت آشپزخانه نسبت به انواع قدیمی تر از تنوع طرحی و رنگی بالاتری به علت استفاده از صفحات سنگ مصنوعی کورین برخوردار است. از کورین بیشتر در قسمت‌های رویه ی کابینت استفاده می‌شود.
کورین نوعی صفحه است که نیمی از آن از سنگ و نیمی دیگر از آن از پلیمرهای مصنوعی ساخته شده و دارای طرح‌های بسیار متنوعی از جمله طرح‌هایی کاملاً شبیه به سنگ طبیعی دارد.